# Климатическое и холодильное оборудование

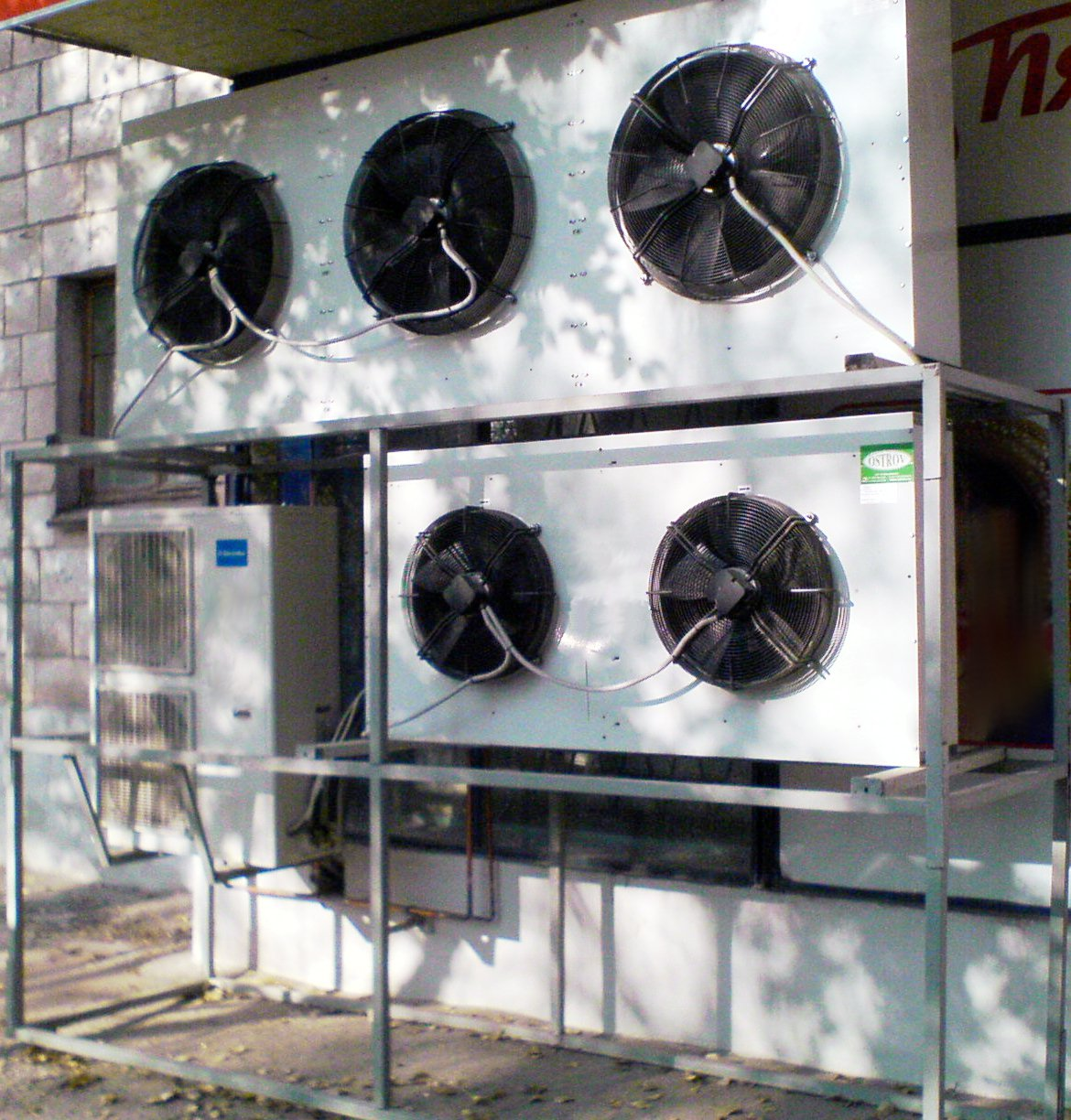
Внешний блок сплит-системы и конденсаторы (вентиляторные градирни) торгового холодильного оборудования на одной стойке

Климатическое и холодильное оборудование — оборудование, основанное на работе холодильных машин, предназначенное для автоматического поддержания температуры и иных параметров воздуха (относительной влажности, чистоты, скорости движения воздуха) в закрытых помещениях или термоизолированных камерах. Хотя холодильное и климатическое оборудование отличается по назначению и поддерживаемой температуре, такое оборудование имеет конструктивное сходство и единые принципы действия.
Климатическое оборудование поддерживает требуемые параметры для комфортного нахождения человека от небольших объёмов (например, салон автомобиля ) до огромных производственных, торговых и жилых площадей в десятки тысяч квадратных метров. Холодильное оборудование поддерживает требуемые параметры для продолжительного хранения продуктов питания и иных целей. Холодильные камеры имеют размер от сумки-холодильника до рефрижераторных судов и специальных помещений. Из-за различия в охлаждаемых объёмах климатическое оборудование с производительностью по холоду менее 500 Ватт серийно не производится, в то время как холодильное оборудование может иметь производительность по холоду менее 10 Вт.
Существует оборудование занимающее промежуточное положение между холодильным и климатическим — специальные кондиционеры для винных погребов. Они поддерживают температуру до +5 °С и имеют встроенную систему оттаивания внутреннего блока, как в холодильниках.

## Типы оборудования по принципу действия
| Принцип действия   | Холодильное оборудование                                               | Климатическое оборудование                                |
| ------------------ | ---------------------------------------------------------------------- | --------------------------------------------------------- |
| Компрессионный     | Холодильник, Рефрижератор                                              | Кондиционер, Система кондиционирования, Осушитель воздуха |
| Абсорбционный      | Холодильник Эйнштейна, Icy ball                                        | Абсорбционный чиллер                                      |
| Термоэлектрический | Сумка-холодильник, Кулер для воды, Небольшой автомобильный холодильник | Не применяется                                            |

## Парокомпрессионный холодильный цикл

1 — конденсатор
2 — терморегулирующий вентиль
3 — испаритель
4 — компрессор

Теоретической основой, на которой построен принцип работы холодильников, является второе начало термодинамики. Охлаждающий газ в холодильниках совершает так называемый обратный цикл Ренкина - разновидность обратного цикла Карно. При этом основная передача тепла основана не на сжатии или расширении цикла Карно, а на фазовых переходах — испарении и конденсации. Холодильное и климатическое оборудование компрессионного типа действия небольшой мощности имеет сходное устройство:
- Компрессор, создающий необходимую разность давлений за счёт совершения работы над хладагентом (адиабатическое сжатие, в идеальном случае - изоэнтропное);
- Испаритель, забирающий тепло из внутреннего объёма холодильника. Изобарный нагрев хладагента до температуры насыщения и перегрев насыщенного пара;
- Конденсатор, отдающий тепло в окружающую среду. Изобарное охлаждение хладагента ниже температуры насыщения до состояния жидкости, недогретой до кипения;
- Дросселирующее устройство, поддерживающее разность давлений за счёт дросселирования хладагента. Дросселирование - необратимый адиабатный процесс, протекающий без совершения работы, энтальпии до и за дросселем у хладагента равны между собой, энтропия при этом возрастает;
- Хладагент — вещество, переносящее тепло от испарителя к конденсатору.

Компрессор засасывает из испарителя хладагент в виде пара, адиабатно сжимает его (при этом температура хладагента повышается) и выталкивает в конденсатор. Для смазки компрессора применяют специальные рефрижераторные масла. Стоит отметить, что масло и хладагенты R-22, R-12 хорошо растворяются друг в друге. Более поздние хладагенты (R-407C, R-410A и т. д.) не растворяют масла и для смазки компрессора используют полиэфирные масла. Полиэфирные масла крайне гигроскопичны, вступают в химическую реакцию с водой и разлагаются.
В конденсаторе нагретый в результате сжатия хладагент изобарно охлаждается, отдавая тепло во внешнюю среду, и при этом конденсируется и охлаждается ниже температуры насыщения (кипения) при данном давлении, то есть превращается в жидкость, поступающую в дросселирующее устройство (терморегулирующий вентиль).
Жидкий хладагент под давлением поступает через дросселирующее устройство (капилляр или терморегулируемый расширительный вентиль) в испаритель, где за счёт резкого уменьшения давления происходит кипение жидкости, хладагент нагревается выше температуры насыщения. При этом хладагент отнимает тепло у внутренних стенок испарителя, за счёт чего происходит охлаждение.
Таким образом, в конденсаторе хладагент под воздействием высокого давления конденсируется и переходит в жидкое состояние, выделяя тепло, а в испарителе под воздействием низкого давления вскипает и переходит в газообразное, поглощая тепло.
Терморегулируемый расширительный вентиль необходим для создания необходимой разности давлений между конденсатором и испарителем, при которой происходит цикл теплопередачи. Он позволяет правильно (наиболее полно) заполнять внутренний объём испарителя вскипевшим хладагентом. Пропускное сечение ТРВ изменяется по мере снижения тепловой нагрузки на испаритель, при понижении температуры в камере количество циркулирующего хладагента уменьшается.
В бытовых холодильниках и кондиционерах чаще всего вместо ТРВ используется капилляр. Он не меняет своё сечение, а дросселирует определённое количество хладагента, зависящее от давления на входе и выходе капилляра, его диаметра, длины и типа хладагента.
Большое значение имеет чистота хладагента: вода и примеси могут засорить капилляр или повредить компрессор. Примеси могут образовываться в результате коррозии внутренних стенок трубопроводов холодильника, а влага может попасть при заправке системы. Поэтому при заправке тщательно соблюдается герметичность, перед заправкой контур вакуумируется.
Обычно также присутствует теплообменник (переохладитель), выравнивающий температуру на выходе из конденсатора и из испарителя. В результате к дросселю поступает уже охлаждённый хладагент, имеющий температуру, значительно ниже температуры насыщения перед дросселем, который затем ещё сильнее охлаждается в испарителе, в то время как хладагент, поступивший из испарителя подогревается, прежде чем поступить в компрессор и конденсатор, и поступает в компрессор в виде перегретого пара (его температура выше температуры насыщения). Это позволяет увеличить производительность холодильной установки, а также предотвратить попадание жидкого хладагента в компрессор.

### График парокомпрессионного холодильного цикла

Цикл Карно теплового двигателя в координатах P и V

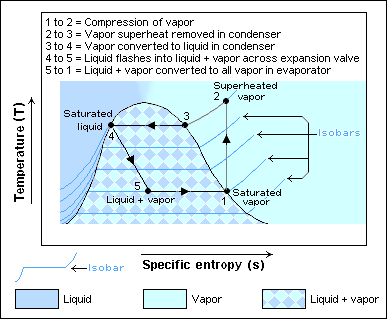
T-S диаграмма парокомпрессионного цикла (обратный цикл Ренкина). Обратите внимание, что в данном случае на диаграмме адиабатный процесс сжатия в компрессоре рассматривается как изоэнтропный, то есть обратимый, в то же время как в реальности он бы протекал с увеличением энтропии.

Диаграмма T-S цикла Ренкина

Так как основная передача тепла основана не на цикле Карно, а на фазовых переходах — испарении и конденсации, график цикла в координатах P и V (диаграмма Эндрюса) не является информативным.
1. В тепловом двигателе процессы происходят циклично, а холодильных установках — непрерывно, без разграничения циклов. Хотя кипение хладагента в испарителе приводит к многократному увеличению объёма рабочего тела, из-за непрерывной работы компрессора давление остается постоянным. Давление в конденсаторе также постоянно и определяется установившейся температурой. Если по каким-либо причинам давление в конденсаторе начнет меняться, то изменится физическое свойство газа — температура конденсации. Температура не меняется, значит давление постоянно. Таким образом, в парокомпрессионном холодильном цикле выделяют два постоянных давления: высокое (в конденсаторе) и низкое (в испарителе).
2. Парокомпрессионный холодильный цикл является обратным циклом Ренкина — механическая энергия используется для переноса тепловой. В отличие от теплового двигателя, необходимо оценить не полученную механическую энергию, а перенесенный объем тепла.
3. Теплообмен между рабочим телом и окружающей средой происходит при установившихся по времени и постоянных по площади радиаторов температурах — кипения или конденсации.
4. Объём хладагента при конденсации и кипении изменяется в десятки раз из-за смены агрегатных состояний вещества. Для холодильного цикла на координатах P и V необходимо использовать логарифмическую шкалу.

Поэтому парокомпрессионный холодильный цикл удобно представить в координатах T и S (температура и энтропия). В основе работы холодильника лежит обратный цикл Ренкина.
- Линия, напоминающая параболу — диаграмма термодинамических свойств хладагента. Вершина этого купола — критическая точка, при которой конденсация жидкости невозможна.
- Линия сжатия 2-1 (адиабата). Адиабатное сжатие газа компрессором. При сжатии повышаются давление и температура газа.
- Линия перегрева газа 1-6 (изобара). Перегрев необходим, чтобы образование жидкой фазы происходило в конденсаторе, а не в компрессоре. Перегретый газ поступает в конденсатор.
- Линия конденсации 6-5 (изобара). В конденсаторе газ превращается в жидкость. При конденсации отводится тепловая энергия.
- Линия дросселирования 5-4 (необратимая адиабата, начальная и конечная энтальпии равны).  Жидкий хладагент дросселируется в испаритель через терморегулирующий вентиль, работающий на основе эффекта Джоуля — Томсона.
- Линия конденсации 4-3 (изобарно-изотермическая, поскольку тут хладагент находится в состоянии насыщения).
- Линия кипения 3-2 (изобарно-изотермическая). За счет низкого давления хладагент вскипает в испарителе, переходит в газообразное состояние, поглощая при этом тепловую энергию. В этом процессе хладагент также находится в состоянии насыщения.

Площадь прямоугольника под отрезком 5-6 до оси S (интеграл функции по линии температуры испарителя 1-2) характеризует холодопроизводительность.
Площадь всей фигуры 1-2-3-4-5-6 плюс интеграл по линии 4-5 характеризует затрачиваемую компрессором работу.

### Составляющие холодильной установки
Хладагент вещество, которое переносит тепло от испарителя к конденсатору. Для повышения КПД, климатическое и холодильное оборудование проектируют таким образом, чтобы температура хладагента в состоянии газа незначительно отличалась от температуры кипения. Отличие температуры газа на выходе из испарителя от температуры кипения называют перегревом. Аналогично, в зоне высокого давления отличие температуры жидкости на выходе из конденсатора от температуры конденсации называют переохлаждением. Значение перегрева и переохлаждения, как правило, должно находиться в интервале от 3 до 7°C. Для каждого хладагента существует шкала, устанавливающая однозначное соответствие между давлением и температурой кипения и конденсации хладагента. Температура кипения в холодильных системах значительно ниже (до −18 °С) чем в климатических системах (от +2 до +5 °С). Фреон климатического оборудования должен быть негорючим, так как при утечке хладагент мог бы спровоцировать объемный взрыв в помещении или в системе вентиляции. Соответственно, некоторые фреоны применяются только в холодильных системах (R600) или только в климатическом оборудовании (R410A), большая группа фреонов применяют как в холодильном, так и в климатическом оборудовании (R22).
Компрессор обеспечивает необходимую разность давлений между двумя частями системы: конденсатором (зона высокого давления) и испарителем (зона низкого давления). Если сравнивать холодильное и климатическое оборудование на одном типе хладагента, можно отметить сходные параметры зоны высокого давления, но на входе в компрессор давление фреона в холодильном оборудовании будет ниже, чем в климатическом.
Конденсатор передает тепло от хладагента в окружающее пространство. Хладагент охлаждается в конденсаторе и кондесируется в жидкость. Климатическое оборудование может передавать тепло как из охлаждаемого помещения при охлаждении, так внутрь помещения при обогреве. В качестве конденсатора может выступать как внутренний, так и внешний блок сплит-системы. Максимальная температура конденсатора ограничивается параметрами критической точки хладагента.
Терморегулирующий вентиль обеспечивает требуемое значение давления (а, значит, и температуры) в испарителе, дросселируя подачу жидкого фреона в зависимости от температуры на выходе испарителя. В оборудовании небольшой мощности (до 10 кВт), применяют капиллярную трубку.
Испаритель передает тепло из окружающего пространства хладагенту. Из-за низкого давления хладагент закипает в испарителе при низкой температуре. В холодильном оборудовании температура испарителя может быть ниже 0 °C, и он покрывается инеем, что ухудшает теплообмен. Это компенсируется увеличением площади теплообмена морозильных камер. Очистка от инея (оттаивание) осуществляется периодической процедурой "размораживания" (выключения). В No-Frost холодильниках может применяется «плачущий» испаритель, температура которого всегда выше 0 °С. В климатическом оборудовании для увеличения скорости охлаждения помещения через испаритель необходимо пропустить наибольшее количество воздуха. В сплит-системах для этого применяют тангенциальный вентилятор.
Система отвода конденсата воды В климатическом и холодильном оборудовании температура испарителя хотя и может быть выше 0 °С, но всё же она обычно ниже точки образования росы, и на нём образуется конденсат. Отвод воды от испарителя в зависимости от вида оборудования производится по-разному. В холодильниках с «плачущим» испарителем вода по жёлобу в задней части стенке попадает в специальную пластмассовую или металлическую чашу на компрессоре и испаряется. В сплит-системах вода по трубке под наклоном выводится на улицу. В промышленных системах кондиционирования при помощи системы дренажных помп вода централизованно отводится в канализацию.

## Климатическое оборудование компрессионного типа действия большой мощности
| Тип оборудования                                                      | Минимальная мощность | Максимальная мощность | Длина магистрали |
| --------------------------------------------------------------------- | -------------------- | --------------------- | ---------------- |
| Бытовые кондиционеры и настенные сплит-системы                        | 5 кБте (1,5 кВт)     | 36 кБте (10 кВт)      | до 15 м          |
| Офисные и бытовые сплит-системы канального, кассетного и других типов | 5кВт (18 кБте)       | 18 кВт (60 кБте)      | до 50 м          |
| Промышленное оборудование с изменяемым расходом хладагента            | 14 кВт               | 100 кВт               | до 1000 м        |
| Промышленное оборудование (Системы чиллер-фанкойл)                    | от 100 кВт           | не ограничено         | не ограничено    |